# Ziv Taubenfeld
Ziv Taubenfeld (hebräisch זיו טאובנפלד; geb. 1986 in Karmiel) ist ein israelischer Jazz- und Improvisationsmusiker (Bassklarinette, Komposition).

## Leben und Wirken
Taubenfeld spielt Klarinette seit seinem elften Lebensjahr. Nach der Grundschule erhielt er klassischen Unterricht bei Ilya Schwartz am örtlichen Konservatorium und begann, sich insbesondere für die Bassklarinette zu interessieren. Vermittelt durch Albert Beger absolvierte er seinen Bachelor im Jazzstudiengang am Prins Claus Conservatorium in Groningen bei Michael Moore.
Bereits in Karmiel gründete Taubenfeld mit Shay Hazan und  Nir Sabag das Trio Bones, das er beim North Sea Jazz Festival 2017 erfolgreich präsentierte. Das dritte Album von Bones, Reptiles, erschien 2019 bei NoBusiness Records. 2012 entstand in Groningen das von Christian Achim Kühn geleitete Rockjazz-Quartett Kuhn Fu, das 2022 in größerer Besetzung international tourte und mittlerweile vier Alben veröffentlichte. Mit Michael Moore, Joost Buis, Onno Govaert und weiteren Musikern arbeitet er von Amsterdam aus im Improvisationsensemble Full Sun Orchestra. Weitere Bands, in denen er mitwirkt, sind Plots, CosJazzul und das Xavier Pamplona Ensemble. In jüngster Zeit arbeitete er zudem mit Han Bennink, Ab Baars, Guus Janssen, Olie Brice und Carlos Zingaro zusammen.

## Diskographische Hinweise
- Zyft: Midnight Tea Suite (Creative Sources, 2019, mit Henk Zwerver, Maya Felixbrodt)
- Full Sun (SMT 2019, mit Luis Vicente, Joost Buis, Michael Moore, Nicolas Chientaroli, Shay Hazan, Onno Govaert)
- Ziv Taubenfeld’s Full Sun: Out of The Beast Came Honey (Clean Feed, 2023, mit Joost Buis, Michael Moore, Shay Hazan, Nicolas Chientaroli, Omer Govreen, Onno Govaert)
- Albert Beger / Ziv Taubenfeld / Shay Hazan / Hamid Drake: Cosmic Waves (NoBusiness, 2024)